# Georg Leopold Hoyer

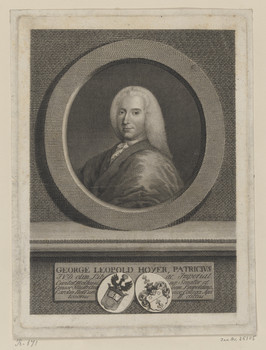
Bildnis des Juristen und Doktor beider Rechte Georg Leopold Hoyer

Georg Leopold Hoyer (* 15. November 1703 in Mühlhausen; † 14. Mai 1765 ebenda) war ein deutscher Jurist und Doktor beider Rechte. Er rief eine Familienstiftung ins Leben, die 1950 von der Hoyer`schen Familie aufgelöst wurde.

## Familie
Georg Leopold Hoyer entstammte der alteingesessene Mühlhäuser Gelehrtenfamilie Hoyer. Sein Vater Johann Georg Hoyer war Stadtphysikus in Mühlhausen, Ratsherr in Langensalza und Mitglied der Leopoldina. Seine Mutter war Maria Tauschmann, Tochter eines Senators aus Langensalza. Seine Großeltern väterlicherseits waren Georg Christoph Hoyer und Barbara Justina Heydenreich. Er war mit seiner Frau Sabine, geborene Tilesius, verheiratet. Diese Ehe blieb glücklich, jedoch kinderlos. 

## Leben
In Mühlhausen erhielt er den ersten Privatunterricht und besuchte anschließend das Gymnasium in Weißenfels. Daraufhin studierte er Jura an der Martin-Luther-Universität, an welcher er promovierte und am 13. August 1732 seine Doktorwürde beider Rechte erhielt. Im Anschluss an sein Studium wirkte Georg Leopold Hoyer als Jurist in Mühlhausen. Des Weiteren war er Ratsherr und Semner der Stadt.
Am 10. Juni 1735 wurde er mit dem Beinamen Apollodorus II. als Mitglied (Matrikel-Nr. 448) in die Kaiserlich Leopoldinisch-Carolinische Akademie der Naturforscher aufgenommen.

## Stiftung
Im Jahre 1759 rief er die hoyersche Familienstiftung ins Leben, die dann nach seinem Tode im Jahre 1765 testamentarisch auflebte. Diese Familienstiftung beinhaltete Stipendien, wissenschaftliche Kuriositäten, Mobiliar, Immobilien und Landgüter sowie eine umfangreiche Bibliothek, die (im Bestand verringert) im Stadtarchiv in Mühlhausen einzusehen ist. Diese Stiftung wurde 1950 von der Familie aufgelöst. Das letzte Haus im Besitz wurde 1975 abgerissen.

## Wappen

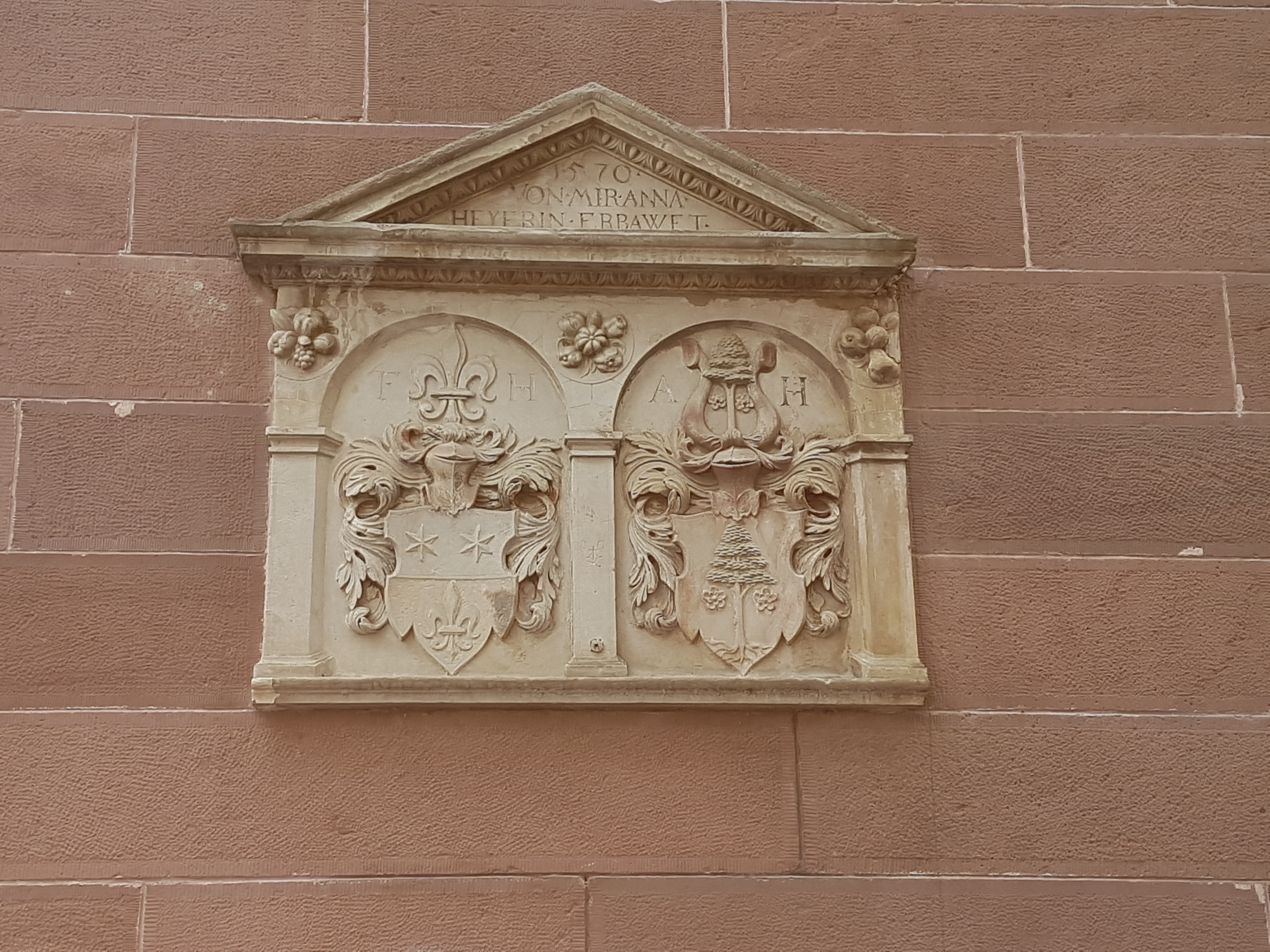
Familienwappen Hoyer

Das Stammwappen der Familie befindet sich noch heute an einer Häuserwand in der Hoyergasse in Mühlhausen. Der Familienname ist zurückzuführen auf Hermann von Heyger (wonach sich die Familie anschließend in Hoyer benannte). 
Bereits 1765 wurde das hoyerische Familienwappen nachweislich wie folgt benannt: „Wie denn auch das graue Altertum in einem über dreihundert Jahr alten hoyerischen mit einer Lilie und zwei Sternen, nebst gekrönten offenen Helm gezierten Wappen, die Aufrichtigkeit und Merkmale eines tugendsamen Geschlechtes eröffnet.“ Das ursprüngliche Familienwappen befindet sich im Mühlhäuser Wappenbuch.

## Wikicommons
| Personendaten    | Personendaten                                                |
| ---------------- | ------------------------------------------------------------ |
| NAME             | Hoyer, Georg Leopold                                         |
| ALTERNATIVNAMEN  | Hojer, Georg Leopold; Hoyer, George Leopold; Apollodorus II. |
| KURZBESCHREIBUNG | deutscher Jurist                                             |
| GEBURTSDATUM     | 15. November 1703                                            |
| GEBURTSORT       | Mühlhausen/Thüringen                                         |
| STERBEDATUM      | 14. Mai 1765                                                 |
| STERBEORT        | Mühlhausen/Thüringen                                         |